# رؤساء وزراء النرويج
هذه هي قائمة رؤساء حكومات النرويج. يُعرف رئيس الحكومة بلقب رئيس الوزراء (بالنرويجية: Statsminister) في العصر الحديث. كان يعرف في السابق ب المضيف (بالنرويجية: Rigsstatholder) ونائب الملك (بالنرويجية: Vicekonge) والوزير الأول (بالنرويجية: Førstestatsraad) حتى عام 1873.
كان ملك اتحاد السويد والنرويج يحكم النرويج عن طريق حكومتين: إحداهما في ستوكهولم والأخرى في كريستيانيا (الآن أوسلو). كانت الحكومة الجديدة في ستوكهولم تتألف من رئيس وزراء ووزيرين، وكان دورهم توصيل قرارات مجلس الوزراء في كريستيانيا إلى الملك السويدي. وكان يرأس مجلس الوزراء في كريستيانيا المضيف. كان ولي العهد السويدي نائبًا للملك في النرويج في فترات محددة، وقتها كان منصب نائب الملك أعلى سلطة في النرويج. لكن عندما يكون الملك موجودًا في كريستيانيا كان يتولى السلطة فيها، ويعفي الحاكم أو نائب الملك من مسؤولياتهم مؤقتًا. كان الوزير الأول يرأس مجلس الوزراء في الحالات النادرة التي لم يكن فيها حاكم أو نائب ملك أو لم يكن الملك نفسه موجودًا في كريستيانيا.
ألغي منصب الحاكم الذي ظل شاغرًا منذ عام 1856 في يوليو 1873. أصبح الوزير الأول في كريستيانيا في ذلك الوقت رئيس وزراء النرويج. هذا على منصب رئيس الوزراء النرويجي في ستوكهولم إلا أن السلطة الفعلية والتأثير على شؤون الدولة انتقلت إلى رئيس الوزراء في كريستيانيا. وأصبح منصب رئيس الوزراء في ستوكهولم يحتل المرتبة الثانية في النرويج وكان مسؤولًا عن إيصال قرارات الحكومة إلى الملك. وعندما حُل الاتحاد في عام 1905 ألغي منصب رئيس الوزراء في ستوكهولم.

## الحاكم العام
كان "مضيف النرويج" المعروف بـ "Rigsstatholder" باللغة الدنماركية (أو "riksstattholder" بالتهجئة النرويجية الحديثة) يعني المضيف الملكي في النرويج كان يعين لإدارة الحكومة النرويجية في حال غياب الملك وقت الاتحاد الدنماركي النرويجي. وبما أن النرويج كانت مملكة مستقلة بقوانينها ومؤسساتها الخاصة فكان منصب مضيف النرويج من أكثر المناصب نفوذاً في البلاد وكان يطمح لشغله النبلاء الدنماركيين النرويجيين أو أفراد العائلة المالكة وهو ثاني أعلى منصب في النرويج بعد الملك.

## انقسام رئاسة الوزراء (1814–1905)

### الوزير الأول (1814–1873)
لم تكن أحزاب سياسية منظمة في النرويج قبل عام 1884؛ وكان رؤساء الوزراء من كبار موظفي الخدمة المدنية (Embedsmenn). كان يعينهم الملك ولم يكونوا خاضعين للتصديق التشريعي. عارض جميع رؤساء الوزراء الذين سبقوا عام 1884 الإصلاحات الدستورية التي طرحتها المعارضة البرلمانية وكان يُنظر إليهم في ذلك الوقت على أنهم محافظون. كان رئيس الوزراء يتبع الحاكم العام ونائب الملك وكان الوزير الأول يتبع رئيس الوزراء. وكان الوزير الأول هو الرئيس الفعلي للحكومة.
| رئيس الوزراء | رئيس الوزراء                                    | رئيس الوزراء                        | الفترة | الفترة | الوزير الأول | الوزير الأول                                   | الوزير الأول | الفترة      | الفترة | الحكومة                       |
|              | الاسم (الميلاد–الوفاة)                          | الصورة                              | الفترة | الفترة |              | الاسم (الميلاد–الوفاة)                         | الصورة       | الفترة      | الفترة | الحكومة                       |
| ------------ | ----------------------------------------------- | ----------------------------------- | ------ | ------ | ------------ | ---------------------------------------------- | ------------ | ----------- | ------ | ----------------------------- |
|              | بيدير أنكر (1749–1824)                          |                                     | 1814   | 1822   |              | Frederik Gottschalk von Haxthausen (1750–1825) |              | 1814        | 1814   | فيدل الأولى                   |
|              | بيدير أنكر (1749–1824)                          | Marcus Gjøe Rosenkrantz (1762–1838) | 1814   | 1822   |              | 1814                                           | 1815         | فيدل الأولى |        |                               |
|              | بيدير أنكر (1749–1824)                          | Mathias Sommerhielm (1764–1827)     | 1814   | 1822   |              | 1815                                           | 1822         | فيدل الأولى |        |                               |
|              | Mathias Sommerhielm (1764–1827)                 |                                     | 1822   | 1827   |              | جوناس كوليت (1772–1851)                        |              | 1822        | 1836   | فيدل الأولى                   |
|              | Severin Løvenskiold (1777–1856)                 |                                     | 1828   | 1841   |              | نيكولاي جون لومان كروغ (1787–1856)             |              | 1836        | 1855   | فيدل الثانية لوفينسكيولد/فوغت |
|              | Frederik Gottschalck Haxthausen Due (1796–1873) |                                     | 1841   | 1858   |              | يورغن هيرمان فوجت (1784–1862)                  |              | 1856        | 1858   | لوفينسكيولد/فوغت فوغت         |
|              | Georg Christian Sibbern (1816–1901)             |                                     | 1858   | 1871   |              | هانس كريستيان بيترسن (1793–1862)               |              | 1858        | 1861   | سيبرن/بيرش/موتزفيلدت          |
|              | Otto Richard Kierulf (1825–1897)                |                                     | 1871   | 1873   |              | Frederik Stang (1808–1884)                     |              | 1861        | 1873   | ستانج                         |

### رئيس الوزراء في كريستيانيا (1873–1905)
أصبح صاحب منصب الوزير الأول في النرويج صاحب منصب رئيس الوزراء في عام 1873 وكان يستقر في كريستيانيا. وكان صاحب رئيس الوزراء في ستوكهولم مسؤولاً عن نقل سياسات رئيس الوزراء في كريستيانيا إلى الملك أي أنه كان تابعًا رئيس الوزراء في كريستيانيا. أصبح للسويد رئيس وزراء منفصل منذ عام 1876.
  الليبرالي (Venstre)
  المحافظين (Høyre)
  Coalition Party (Samlingspartiet)
| رئيس الوزراء في ستوكهولم | رئيس الوزراء في ستوكهولم                         | رئيس الوزراء في ستوكهولم            | رئيس الوزراء في ستوكهولم | رئيس الوزراء في كريستيانيا | رئيس الوزراء في كريستيانيا               | رئيس الوزراء في كريستيانيا | رئيس الوزراء في كريستيانيا | الفترة                                         | الفترة | الحكومة                                       |
|                          | الاسم (الميلاد-الوفاة)                           | الصورة                              | الحزب                    |                            | الاسم (الميلاد-الوفاة)                   | الصورة                     | الحزب                      | الفترة                                         | الفترة | الحكومة                                       |
| ------------------------ | ------------------------------------------------ | ----------------------------------- | ------------------------ | -------------------------- | ---------------------------------------- | -------------------------- | -------------------------- | ---------------------------------------------- | ------ | --------------------------------------------- |
|                          | Otto Richard Kierulf (1825–1897)                 |                                     | بدون انتماء              |                            | Frederik Stang (1808–1884)               |                            | بدون انتماء                | 1873                                           | 1880   | ستانج                                         |
|                          | Otto Richard Kierulf (1825–1897)                 | Christian August Selmer (1816–1889) | بدون انتماء              |                            | حزب المحافظين                            | 1880                       | 1884                       | Selmer                                         |        |                                               |
|                          | Wolfgang Wenzel von Haffner (1806–1892) (acting) | Christian August Selmer (1816–1889) |                          | بدون انتماء                | حزب المحافظين                            | 1884                       | 1884                       | Selmer                                         |        |                                               |
|                          | Carl Otto Løvenskiold (1839–1916)                |                                     | بدون انتماء              |                            | Christian Homann Schweigaard (1838–1899) |                            | حزب المحافظين              | 1884                                           | 1884   | شفايجارد                                      |
|                          | أول ريختر (1829–1888)                            |                                     | الحزب الليبرالي          |                            | جون سفيردروب (1816–1892)                 |                            | الحزب الليبرالي            | 1884                                           | 1888   | سفيردروب الحزب الليبرالي                      |
|                          | هانس جورج جاكوب ستانغ (1830–1907)                |                                     | الحزب الليبرالي          | 1888                       | جون سفيردروب (1816–1892)                 | 1889                       | الحزب الليبرالي            |                                                |        | سفيردروب الحزب الليبرالي                      |
|                          | Gregers Winther Wulfsberg Gram (1846–1929)       |                                     | حزب المحافظين            |                            | إميل ستانغ (1834–1912)                   |                            | حزب المحافظين              | 1889                                           | 1891   | ستانغ الأولى ‏ حزب المحافظين                   |
|                          | أوتو بلير (1847–1927)                            |                                     | الحزب الليبرالي          |                            | يوهانس ستين (1827–1906)                  |                            | الحزب الليبرالي            | 1891                                           | 1893   | ستين الأولى الحزب الليبرالي                   |
|                          | Gregers Winther Wulfsberg Gram (1846–1929)       |                                     | حزب المحافظين            |                            | إميل ستانغ (1834–1912)                   |                            | حزب المحافظين              | 1893                                           | 1895   | ستانغ الثانية ‏ حزب المحافظين                  |
|                          | Gregers Winther Wulfsberg Gram (1846–1929)       | فرانسيس هاغروب (1853–1921)          | حزب المحافظين            |                            | حزب المحافظين                            | 1895                       | 1898                       | هاغروب الأولى حزب المحافظين–MV–الحزب الليبرالي |        |                                               |
|                          | أوتو بلير (1853–1921)                            |                                     | الحزب الليبرالي          |                            | يوهانس ستين (1827–1906)                  |                            | الحزب الليبرالي            | 1898                                           | 1902   | ستين الثانية الحزب الليبرالي                  |
|                          | Ole Anton Qvam (1834–1904)                       |                                     | الحزب الليبرالي          |                            | أوتو بلير (1847–1927)                    |                            | الحزب الليبرالي            | 1902                                           | 1903   | بلير الأولى الحزب الليبرالي                   |
|                          | سيغورد إيبسن (1859–1930)                         |                                     | الحزب الليبرالي          |                            | فرانسيس هاغروب (1853–1921)               |                            | Coalition Party            | 1903                                           | 1905   | هاغروب الثانية ‏ حزب المحافظين–الحزب الليبرالي |
|                          | يورغن لفلاند (1848–1922)                         |                                     | الحزب الليبرالي          |                            | كريستيان ميكلسن (1857–1925)              |                            | الحزب الليبرالي            | 1905                                           | 1905   | ميكلسن الحزب الليبرالي–حزب المحافظين–MV       |

## رئيس وزراء النرويج (1905–الآن)
حُل الاتحاد بين السويد والنرويج في عام 1905. كان مكتب رئيس وزراء النرويج منذ ذلك الحين في أوسلو باستثناء سنوات الاحتلال النازي الألماني في الحرب العالمية الثانية عندما كانت الحكومة النرويجية في المنفى في لندن.

### رئيس وزراء النرويج (1905–1940)
الحزب الليبرالي (Venstre)
  Free-minded Liberal Party (Frisinnede Venstre)
  حزب المحافظين (Høyre)
  حزب العمال (Arbeiderpartiet)
  حزب الوسط (Bondepartiet)
| No. | الصورة | الاسم (الميلاد–الوفاة)           | الفترة                          | الفترة         | الفترة            | الحزب | الحزب                     | الانتخابات | الحكومة التحالف                            | الملك                                |
| No. | الصورة | الاسم (الميلاد–الوفاة)           | استلم المنصب                    | ترك المنصب     | المدة             | الحزب | الحزب                     | الانتخابات | الحكومة التحالف                            | الملك                                |
| --- | ------ | -------------------------------- | ------------------------------- | -------------- | ----------------- | ----- | ------------------------- | ---------- | ------------------------------------------ | ------------------------------------ |
| 1   |        | كريستيان ميكلسن (1857–1925)      | 11 مارس 1905                    | 23 أكتوبر 1907 | 2 سنوات و226 أيام |       | الحزب الليبرالي           | –          | Michelsen الحزب الليبرالي–حزب المحافظين–MV | هوكون السابع ملك النرويج (1905–1957) |
| 1   | 1906   | كريستيان ميكلسن (1857–1925)      | 11 مارس 1905                    | 23 أكتوبر 1907 | 2 سنوات و226 أيام |       | الحزب الليبرالي           |            | Michelsen الحزب الليبرالي–حزب المحافظين–MV | هوكون السابع ملك النرويج (1905–1957) |
| 2   |        | يورغن لفلاند (1848–1922)         | 23 أكتوبر 1907                  | 19 مارس 1908   | 148 أيام          |       | الحزب الليبرالي           | –          | Løvland الحزب الليبرالي–MV                 | هوكون السابع ملك النرويج (1905–1957) |
| 3   |        | غونار كنودسن (1848–1928)         | 19 مارس 1908                    | 2 فبراير 1910  | 1 سنة و320 أيام   |       | الحزب الليبرالي           | –          | Knudsen I الحزب الليبرالي                  | هوكون السابع ملك النرويج (1905–1957) |
| 3   | 1909   | غونار كنودسن (1848–1928)         | 19 مارس 1908                    | 2 فبراير 1910  | 1 سنة و320 أيام   |       | الحزب الليبرالي           |            | Knudsen I الحزب الليبرالي                  | هوكون السابع ملك النرويج (1905–1957) |
| 4   |        | Wollert Konow (1845–1924)        | 2 فبراير 1910                   | 20 فبراير 1912 | 2 سنوات و18 أيام  |       | Free-minded Liberal Party | –          | Konow حزب المحافظين–FV                     | هوكون السابع ملك النرويج (1905–1957) |
| 5   |        | Jens Bratlie (1856–1939)         | 20 فبراير 1912                  | 31 يناير 1913  | 346 أيام          |       | حزب المحافظين             | –          | Bratlie حزب المحافظين–FV                   | هوكون السابع ملك النرويج (1905–1957) |
| 5   | 1912   | Jens Bratlie (1856–1939)         | 20 فبراير 1912                  | 31 يناير 1913  | 346 أيام          |       | حزب المحافظين             |            | Bratlie حزب المحافظين–FV                   | هوكون السابع ملك النرويج (1905–1957) |
| (3) |        | غونار كنودسن (1848–1928)         | 31 يناير 1913                   | 21 يونيو 1920  | 7 سنوات و142 أيام |       | الحزب الليبرالي           | –          | Knudsen II الحزب الليبرالي                 | هوكون السابع ملك النرويج (1905–1957) |
| (3) | 1915   | غونار كنودسن (1848–1928)         | 31 يناير 1913                   | 21 يونيو 1920  | 7 سنوات و142 أيام |       | الحزب الليبرالي           |            | Knudsen II الحزب الليبرالي                 | هوكون السابع ملك النرويج (1905–1957) |
| (3) | 1918   | غونار كنودسن (1848–1928)         | 31 يناير 1913                   | 21 يونيو 1920  | 7 سنوات و142 أيام |       | الحزب الليبرالي           |            | Knudsen II الحزب الليبرالي                 | هوكون السابع ملك النرويج (1905–1957) |
| 6   |        | أوتو باهر هالفورسن (1872–1923)   | 21 يونيو 1920                   | 22 يونيو 1921  | 1 سنة و1 يوم      |       | حزب المحافظين             | –          | Bahr Halvorsen I حزب المحافظين–FV          | هوكون السابع ملك النرويج (1905–1957) |
| 7   |        | أوتو بلير (1847–1927)            | 22 يونيو 1921                   | 6 مارس 1923    | 1 سنة و257 أيام   |       | الحزب الليبرالي           | –          | Blehr II الحزب الليبرالي                   | هوكون السابع ملك النرويج (1905–1957) |
| 7   | 1921   | أوتو بلير (1847–1927)            | 22 يونيو 1921                   | 6 مارس 1923    | 1 سنة و257 أيام   |       | الحزب الليبرالي           |            | Blehr II الحزب الليبرالي                   | هوكون السابع ملك النرويج (1905–1957) |
| (6) |        | أوتو باهر هالفورسن (1872–1923)   | 6 مارس 1923                     | 23 مايو 1923   | 78 أيام           |       | حزب المحافظين             | –          | Bahr Halvorsen II حزب المحافظين–FV         | هوكون السابع ملك النرويج (1905–1957) |
| 8   |        | أبراهام تيودور بيرغه (1851–1936) | 30 مايو 1923                    | 25 يوليو 1924  | 1 سنة و56 أيام    |       | Free-minded Liberal Party | –          | Berge حزب المحافظين–FV                     | هوكون السابع ملك النرويج (1905–1957) |
| 9   |        | يوهان لودفيغ موفينكل (1870–1943) | 25 يوليو 1924                   | 5 مارس 1926    | 1 سنة و223 أيام   |       | الحزب الليبرالي           | –          | Mowinckel I الحزب الليبرالي                | هوكون السابع ملك النرويج (1905–1957) |
| 9   | 1924   | يوهان لودفيغ موفينكل (1870–1943) | 25 يوليو 1924                   | 5 مارس 1926    | 1 سنة و223 أيام   |       | الحزب الليبرالي           |            | Mowinckel I الحزب الليبرالي                | هوكون السابع ملك النرويج (1905–1957) |
| 10  |        | Ivar Lykke (1872–1949)           | 5 مارس 1926                     | 28 يناير 1928  | 1 سنة و329 أيام   |       | حزب المحافظين             | –          | Lykke حزب المحافظين–FV                     | هوكون السابع ملك النرويج (1905–1957) |
| 10  | 1927   | Ivar Lykke (1872–1949)           | 5 مارس 1926                     | 28 يناير 1928  | 1 سنة و329 أيام   |       | حزب المحافظين             |            | Lykke حزب المحافظين–FV                     | هوكون السابع ملك النرويج (1905–1957) |
| 11  |        | Christopher Hornsrud (1859–1960) | 28 يناير 1928                   | 15 فبراير 1928 | 18 أيام           |       | حزب العمال                | –          | Hornsrud حزب العمال                        | هوكون السابع ملك النرويج (1905–1957) |
| (9) |        | يوهان لودفيغ موفينكل (1870–1943) | 15 فبراير 1928                  | 12 مايو 1931   | 3 سنوات و86 أيام  |       | الحزب الليبرالي           | –          | Mowinckel II الحزب الليبرالي               | هوكون السابع ملك النرويج (1905–1957) |
| (9) | 1930   | يوهان لودفيغ موفينكل (1870–1943) | 15 فبراير 1928                  | 12 مايو 1931   | 3 سنوات و86 أيام  |       | الحزب الليبرالي           |            | Mowinckel II الحزب الليبرالي               | هوكون السابع ملك النرويج (1905–1957) |
| 12  |        | بيدير كولستاد (1878–1932)        | 12 مايو 1931                    | 5 مارس 1932    | 298 أيام          |       | حزب الوسط                 | –          | Kolstad حزب الوسط                          | هوكون السابع ملك النرويج (1905–1957) |
| 13  |        | Jens Hundseid (1883–1965)        | 14 مارس 1932                    | 3 مارس 1933    | 354 أيام          |       | حزب الوسط                 | –          | Hundseid حزب الوسط                         | هوكون السابع ملك النرويج (1905–1957) |
| (9) |        | يوهان لودفيغ موفينكل (1870–1943) | 3 مارس 1933                     | 20 مارس 1935   | 2 سنوات و17 أيام  |       | الحزب الليبرالي           | –          | Mowinckel III الحزب الليبرالي              | هوكون السابع ملك النرويج (1905–1957) |
| (9) | 1933   | يوهان لودفيغ موفينكل (1870–1943) | 3 مارس 1933                     | 20 مارس 1935   | 2 سنوات و17 أيام  |       | الحزب الليبرالي           |            | Mowinckel III الحزب الليبرالي              | هوكون السابع ملك النرويج (1905–1957) |
| 14  |        | يوهان نيغورسفول (1879–1952)      | 20 مارس 1935 في المنفى منذ 1940 | 25 يونيو 1945  | 10 سنوات و97 أيام |       | حزب العمال                | –          | Nygaardsvold حزب العمال                    | هوكون السابع ملك النرويج (1905–1957) |
| 14  | 1936   | يوهان نيغورسفول (1879–1952)      | 20 مارس 1935 في المنفى منذ 1940 | 25 يونيو 1945  | 10 سنوات و97 أيام |       | حزب العمال                |            | Nygaardsvold حزب العمال                    | هوكون السابع ملك النرويج (1905–1957) |

### رئيس الحكومة (1940–1945)
وقت الاحتلال النازي للنرويج، اعتبرت بحكومة نيغاردسفولد في المنفى (1935-1945) حكومة شرعية أثناء الاحتلال.
  التجمع الوطني (Nasjonal Samling)
  حزب المحافظين (Høyre)
  الحزب النازي (Nationalsozialistische Deutsche Arbeiterpartei)
| الصورة | الاسم (الميلاد–الوفاة)                                                     | الفترة                              | الفترة         | الفترة           | الحزب | الحزب         | الحكومة التحالف                |
| الصورة | الاسم (الميلاد–الوفاة)                                                     | استلم المنصب                        | ترك المنصب     | المدة            | الحزب | الحزب         | الحكومة التحالف                |
| ------ | -------------------------------------------------------------------------- | ----------------------------------- | -------------- | ---------------- | ----- | ------------- | ------------------------------ |
|        | فيدكون كفيشلينغ (1887–1945)                                                | 9 أبريل 1940 (انقلاب نظام كفيشلينغ) | 15 أبريل 1940  | 6 أيام           |       | التجمع الوطني | كفيشلينغ الأولى التجمع الوطني  |
|        | Ingolf Elster Christensen (1872–1943) باعتباره رئيس Administrative Council | 15 أبريل 1940                       | 25 سبتمبر 1940 | 163 أيام         |       | حزب المحافظين | Administrative Council         |
|        | جوزيف تيربوفن (1898–1945) باعتباره الرايخسوميسار                           | 25 سبتمبر 1940                      | 1 فبراير 1942  | 1 سنة و129 أيام  |       | الحزب النازي  | مفوضية النرويج الحزب النازي    |
|        | فيدكون كفيشلينغ (1887–1945)                                                | 1 فبراير 1942                       | 9 مايو 1945    | 3 سنوات و97 أيام |       | التجمع الوطني | كفيشلينغ الثانية التجمع الوطني |

### رئيس وزراء النرويج (1945–الآن)
حزب العمال (Arbeiderpartiet)
  حزب المحافظين (Høyre)
  حزب الوسط (Senterpartiet)
  الحزب الديمقراطي المسيحي  (Kristelig Folkeparti)
| #    | الصورة                   | الاسم (الميلاد–الوفاة)            | الفترة         | الفترة         | الفترة            | الحزب                                                                         | الحزب                    | الانتخابات | الحكومة التحالف                                                                | الملك                                |
| #    | الصورة                   | الاسم (الميلاد–الوفاة)            | استلم المنصب   | ترك المنصب     | المدة             | الحزب                                                                         | الحزب                    | الانتخابات | الحكومة التحالف                                                                | الملك                                |
| ---- | ------------------------ | --------------------------------- | -------------- | -------------- | ----------------- | ----------------------------------------------------------------------------- | ------------------------ | ---------- | ------------------------------------------------------------------------------ | ------------------------------------ |
| 15   |                          | أينار غارهاردسن (1897–1987)       | 25 يونيو 1945  | 19 نوفمبر 1951 | 6 سنوات و147 أيام |                                                                               | حزب العمال               | —          | Gerhardsen I حزب العمال–حزب المحافظين–حزب الوسط–الحزب الليبرالي–NKP            | هوكون السابع ملك النرويج (1905–1957) |
| 15   | 1945                     | أينار غارهاردسن (1897–1987)       | 25 يونيو 1945  | 19 نوفمبر 1951 | 6 سنوات و147 أيام | Gerhardsen II حزب العمال                                                      | حزب العمال               |            |                                                                                | هوكون السابع ملك النرويج (1905–1957) |
| 15   | 1949                     | أينار غارهاردسن (1897–1987)       | 25 يونيو 1945  | 19 نوفمبر 1951 | 6 سنوات و147 أيام | Gerhardsen II حزب العمال                                                      | حزب العمال               |            |                                                                                | هوكون السابع ملك النرويج (1905–1957) |
| 16   |                          | Oscar Torp (1893–1958)            | 19 نوفمبر 1951 | 22 يناير 1955  | 3 سنوات و64 أيام  |                                                                               | حزب العمال               | 1953       | Torp حزب العمال                                                                | هوكون السابع ملك النرويج (1905–1957) |
| (15) |                          | أينار غارهاردسن (1897–1987)       | 22 يناير 1955  | 28 أغسطس 1963  | 8 سنوات و218 أيام |                                                                               | حزب العمال               | —          | Gerhardsen III حزب العمال                                                      | هوكون السابع ملك النرويج (1905–1957) |
| (15) | 1957                     | أينار غارهاردسن (1897–1987)       | 22 يناير 1955  | 28 أغسطس 1963  | 8 سنوات و218 أيام |                                                                               | حزب العمال               |            | Gerhardsen III حزب العمال                                                      | هوكون السابع ملك النرويج (1905–1957) |
| (15) | أولاف الخامس (1957–1991) | أينار غارهاردسن (1897–1987)       | 22 يناير 1955  | 28 أغسطس 1963  | 8 سنوات و218 أيام |                                                                               | حزب العمال               |            | Gerhardsen III حزب العمال                                                      |                                      |
| (15) | 1961                     | أينار غارهاردسن (1897–1987)       | 22 يناير 1955  | 28 أغسطس 1963  | 8 سنوات و218 أيام |                                                                               | حزب العمال               |            | Gerhardsen III حزب العمال                                                      |                                      |
| 17   |                          | John Lyng (1905–1978)             | 28 أغسطس 1963  | 25 سبتمبر 1963 | 28 أيام           |                                                                               | حزب المحافظين            | —          | حكومة لينغ ‏ حزب المحافظين–حزب الوسط–الحزب الديمقراطي المسيحي –الحزب الليبرالي  |                                      |
| (15) |                          | أينار غارهاردسن (1897–1987)       | 25 سبتمبر 1963 | 12 أكتوبر 1965 | 2 سنوات و17 أيام  |                                                                               | حزب العمال               | —          | Gerhardsen IV حزب العمال                                                       |                                      |
| 18   |                          | Per Borten (1913–2005)            | 12 أكتوبر 1965 | 17 مارس 1971   | 5 سنوات و156 أيام |                                                                               | حزب الوسط                | 1965       | حكومة بورتن ‏ حزب الوسط–حزب المحافظين–الحزب الديمقراطي المسيحي –الحزب الليبرالي |                                      |
| 18   | 1969                     | Per Borten (1913–2005)            | 12 أكتوبر 1965 | 17 مارس 1971   | 5 سنوات و156 أيام |                                                                               | حزب الوسط                |            | حكومة بورتن ‏ حزب الوسط–حزب المحافظين–الحزب الديمقراطي المسيحي –الحزب الليبرالي |                                      |
| 19   |                          | تريغفه براتلي (1910–1984)         | 17 مارس 1971   | 18 أكتوبر 1972 | 1 سنة و215 أيام   |                                                                               | حزب العمال               | —          | Bratteli I حزب العمال                                                          |                                      |
| 20   |                          | لارس كورفالد (1916–2006)          | 18 أكتوبر 1972 | 16 أكتوبر 1973 | 363 أيام          |                                                                               | الحزب الديمقراطي المسيحي | —          | Korvald الحزب الديمقراطي المسيحي –حزب الوسط–الحزب الليبرالي                    |                                      |
| (19) |                          | تريغفه براتلي (1910–1984)         | 16 أكتوبر 1973 | 15 يناير 1976  | 2 سنوات و91 أيام  |                                                                               | حزب العمال               | 1973       | Bratteli II حزب العمال                                                         |                                      |
| 21   |                          | أودفار نوردلي (1927–2018)         | 15 يناير 1976  | 4 فبراير 1981  | 5 سنوات و20 أيام  |                                                                               | حزب العمال               | —          | وزارة نوردلي ‏ حزب العمال                                                       |                                      |
| 21   | 1977                     | أودفار نوردلي (1927–2018)         | 15 يناير 1976  | 4 فبراير 1981  | 5 سنوات و20 أيام  |                                                                               | حزب العمال               |            | وزارة نوردلي ‏ حزب العمال                                                       |                                      |
| 22   |                          | غرو هارلم برونتلاند (مواليد 1939) | 4 فبراير 1981  | 14 أكتوبر 1981 | 252 أيام          |                                                                               | حزب العمال               | —          | Brundtland I حزب العمال                                                        |                                      |
| 23   |                          | كاري ويلوش (1928–2021)            | 14 أكتوبر 1981 | 9 مايو 1986    | 4 سنوات و207 أيام |                                                                               | حزب المحافظين            | 1981       | حكومة ويلوش الأولى ‏ حزب المحافظين                                              |                                      |
| 23   | 1985                     | كاري ويلوش (1928–2021)            | 14 أكتوبر 1981 | 9 مايو 1986    | 4 سنوات و207 أيام | Willoch II حزب المحافظين–الحزب الديمقراطي المسيحي –حزب الوسط                  | حزب المحافظين            |            |                                                                                |                                      |
| (22) |                          | غرو هارلم برونتلاند (مواليد 1939) | 9 مايو 1986    | 16 أكتوبر 1989 | 3 سنوات و160 أيام |                                                                               | حزب العمال               | —          | Brundtland II حزب العمال                                                       |                                      |
| 24   |                          | Jan Peder Syse (1930–1997)        | 16 أكتوبر 1989 | 3 نوفمبر 1990  | 1 سنة و18 أيام    |                                                                               | حزب المحافظين            | 1989       | Syse حزب المحافظين–الحزب الديمقراطي المسيحي –حزب الوسط                         |                                      |
| (22) |                          | غرو هارلم برونتلاند (مواليد 1939) | 3 نوفمبر 1990  | 25 أكتوبر 1996 | 5 سنوات و357 أيام |                                                                               | حزب العمال               | —          | Brundtland III حزب العمال                                                      |                                      |
| (22) | هارلد الخامس (1991–الآن) | غرو هارلم برونتلاند (مواليد 1939) | 3 نوفمبر 1990  | 25 أكتوبر 1996 | 5 سنوات و357 أيام |                                                                               | حزب العمال               | —          | Brundtland III حزب العمال                                                      |                                      |
| (22) | 1993 ‏                    | غرو هارلم برونتلاند (مواليد 1939) | 3 نوفمبر 1990  | 25 أكتوبر 1996 | 5 سنوات و357 أيام |                                                                               | حزب العمال               |            | Brundtland III حزب العمال                                                      |                                      |
| 25   |                          | توربيورن ياغلاند (مواليد 1950)    | 25 أكتوبر 1996 | 17 أكتوبر 1997 | 357 أيام          |                                                                               | حزب العمال               | —          | Jagland حزب العمال                                                             |                                      |
| 26   |                          | شيل ماغنه بونديفيك (مواليد 1947)  | 17 أكتوبر 1997 | 17 مارس 2000   | 2 سنوات و152 أيام |                                                                               | الحزب الديمقراطي المسيحي | 1997 ‏      | Bondevik I الحزب الديمقراطي المسيحي –حزب الوسط–الحزب الليبرالي                 |                                      |
| 27   |                          | ينس ستولتنبرغ (مواليد 1959)       | 17 مارس 2000   | 19 أكتوبر 2001 | 1 سنة و216 أيام   |                                                                               | حزب العمال               | —          | Stoltenberg I حزب العمال                                                       |                                      |
| (26) |                          | شيل ماغنه بونديفيك (مواليد 1947)  | 19 أكتوبر 2001 | 17 أكتوبر 2005 | 3 سنوات و363 أيام |                                                                               | الحزب الديمقراطي المسيحي | 2001       | Bondevik II الحزب الديمقراطي المسيحي –حزب المحافظين–الحزب الليبرالي            |                                      |
| (27) |                          | ينس ستولتنبرغ (مواليد 1959)       | 17 أكتوبر 2005 | 16 أكتوبر 2013 | 7 سنوات و364 أيام |                                                                               | حزب العمال               | 2005 ‏      | الحكومة الثانية لستولتنبرغ ‏ حزب العمال–الحزب الاشتراكي اليساري–حزب الوسط       |                                      |
| (27) | 2009 ‏                    | ينس ستولتنبرغ (مواليد 1959)       | 17 أكتوبر 2005 | 16 أكتوبر 2013 | 7 سنوات و364 أيام |                                                                               | حزب العمال               |            | الحكومة الثانية لستولتنبرغ ‏ حزب العمال–الحزب الاشتراكي اليساري–حزب الوسط       |                                      |
| 28   |                          | إرنا سولبرغ (مواليد 1961)         | 16 أكتوبر 2013 | 14 أكتوبر 2021 | 7 سنوات و363 أيام |                                                                               | حزب المحافظين            | 2013       | Solberg I حزب المحافظين–حزب التقدم                                             |                                      |
| 28   | 2017                     | إرنا سولبرغ (مواليد 1961)         | 16 أكتوبر 2013 | 14 أكتوبر 2021 | 7 سنوات و363 أيام | Solberg II حزب المحافظين–حزب التقدم–الحزب الليبرالي                           | حزب المحافظين            |            |                                                                                |                                      |
| 28   | —                        | إرنا سولبرغ (مواليد 1961)         | 16 أكتوبر 2013 | 14 أكتوبر 2021 | 7 سنوات و363 أيام | Solberg III حزب المحافظين–حزب التقدم–الحزب الليبرالي-الحزب الديمقراطي المسيحي | حزب المحافظين            |            |                                                                                |                                      |
| 28   | —                        | إرنا سولبرغ (مواليد 1961)         | 16 أكتوبر 2013 | 14 أكتوبر 2021 | 7 سنوات و363 أيام | Solberg IV حزب المحافظين–الحزب الليبرالي–الحزب الديمقراطي المسيحي             | حزب المحافظين            |            |                                                                                |                                      |
| 29   |                          | يوناس غار ستوره (مواليد 1960)     | 14 أكتوبر 2021 | في المنصب      | 3 سنوات و161 أيام |                                                                               | حزب العمال               | 2021       | Støre حزب العمال–حزب الوسط                                                     |                                      |

## وصلات خارجية
- Norway's Prime Ministers — A pictorial with portraits of Norway's Prime Ministers (Aftenposten)